# Ōkārito (Neuseeland)
Ōkārito ist eine kleine Siedlung im Westland District der Region West Coast auf der Südinsel von Neuseeland.

## Namensherkunft
Der Name der Siedlung setzt sich zusammen aus den maorischen Begriffen „ō“ für „Ort von“ und „kārito“ für „junger Spross eines Rohrkolbens“.

## Geographie
Die Siedlung befindet sich auf einem 800 mal 300 Meter großen Areal am südwestlichen Ende der Ōkārito Lagoon, direkt am Zugang zur Tasmansee. Der Ōkārito River nähert sich von Osten der Siedlung und mündet knapp 4 km östlich in die Lagune. Die nächstliegende Stadt Hokitika liegt 85 km in nordöstlicher Richtung. Zu erreichen ist die rund 30 Einwohner zählende Siedlung über eine 10 km lange Zufahrtsstraße, die 7,5 km südöstlich über einen Anschluss an den New Zealand State Highway 6 verfügt.

## Geschichte
Es wird angenommen, dass Māori den Ort schon vor rund 600 Jahren besiedelten und ihm wegen den jungen Sprossen der Rohrkolben, die für sie essbar waren, seinen Namen gaben. Trotz seiner abgelegenen Lage erfuhr der Ort eine Belebung, als an der Westküste Gold gefunden wurde. Mit über 30 Geschäften und zahlreichen Pubs wurde Ōkārito zur Goldgräberzeit einer der geschäftigsten Orte der Westküste, denn zwischen den späten 1860er und den 1880er Jahren kamen Schiffe von Australien herüber, ankerten in der Lagune und brachten Goldsucher und Gerätschaften. Weihnachten 1865 zählte die Bevölkerung des Ortes rund 800 Einwohner und zum Ende des Sommers hatte sich die Einwohnerzahl des Ortes kurzzeitig verdoppelt. Als der Goldrausch vorüber war, verblieben lediglich 12 Familien.